# Вся банда в сборе
«Вся банда в сборе» (англ. The Gang's All Here) — американский мюзикл 1943 года режиссёра Басби Беркли. В главных ролях — Элис Фэй, Кармен Миранда, Фил Бейкер и Бенни Гудмен со своим оркестром. Элис Фэй во время съёмок фильма была беременна второй дочерью. В декабре 2014 года был внесён в Национальный реестр фильмов США, обладая культурным, историческим или эстетическим значением.

## Сюжет
Молодой сержант, красавец Энди Мэсон, встречает певицу из ночного клуба, Эдди Ален и влюбляется в неё. Но неофициально он помолвлен со своей давней подругой Вивиан. Его часть отправляют на фронт, откуда он возвращается героем. В честь возвращения Энди, его отец организует представление в доме невесты, Вивиан, и приглашает для выступления Эдди и кордебалет из ночного клуба. На репетициях Эдди узнаёт правду об отношениях Энди и Вивиан. Но сама невеста вовсе не хочет замуж, она хочет быть танцовщицей. Так тучи рассеваются, и влюблённые объединяются.

## В ролях
- Элис Фэй — Эдди Аллен
- Кармен Миранда — Дорита
- Фил Бейкер — играет самого себя
- Бенни Гудмен — играет самого себя
- Юджин Паллетт — Эндрю Мейсон
- Шарлотт Гринвуд — миссис Пейтон Поттер
- Эдвард Эверетт Хортон — Пейтон Поттер
- Тони Де Марко — играет самого себя
- Джеймс Эллисон — Энди Мэсон
- Шила Райан — Вивиан Поттер
- Дэйв Уилкок — Пэт Кэси

В титрах не указаны
- Леон Беласко — официант
- Джун Хэвер — подтанцовка
- Джинн Крейн — подтанцовка
- Вирджиния Сейл — мисс Кастер, секретарша

## Награды
- Номинация на премию «Оскар» 1944 года за Лучшая работа художника (цветные фильмы).